# Topala, Cimișlia
Topala este un sat din raionul Cimișlia, Republica Moldova.

## Demografie

### Structura etnică
Structura etnică a localității conform recensământului populației din 2004:
| Grup etnic                                               | Populație | % Procentaj  |
| -------------------------------------------------------- | --------- | ------------ |
| Băștinași declarați Moldoveni Băștinași declarați Români | 852 11    | 95,09% 1,23% |
| Ruși                                                     | 12        | 1,34%        |
| Găgăuzi                                                  | 9         | 1,00%        |
| Bulgari                                                  | 7         | 0,78%        |
| Ucraineni                                                | 3         | 0,33%        |
| Țigani                                                   | 1         | 0,11%        |
| Alții                                                    | 1         | 0,11%        |
| Total                                                    | 896       |              |

## Administrație și politică
Componența Consiliului local Topala (9 consilieri), ales la 5 noiembrie 2023, este următoarea:
|  | Partid                            | Consilieri | Componență | Componență | Componență | Componență | Componență | Componență |
|  | --------------------------------- | ---------- | ---------- | ---------- | ---------- | ---------- | ---------- | ---------- |
|  | Partidul Social Democrat European | 6          |            |            |            |            |            |            |
|  | Partidul Acțiune și Solidaritate  | 3          |            |            |            |            |            |            |